# Arcore

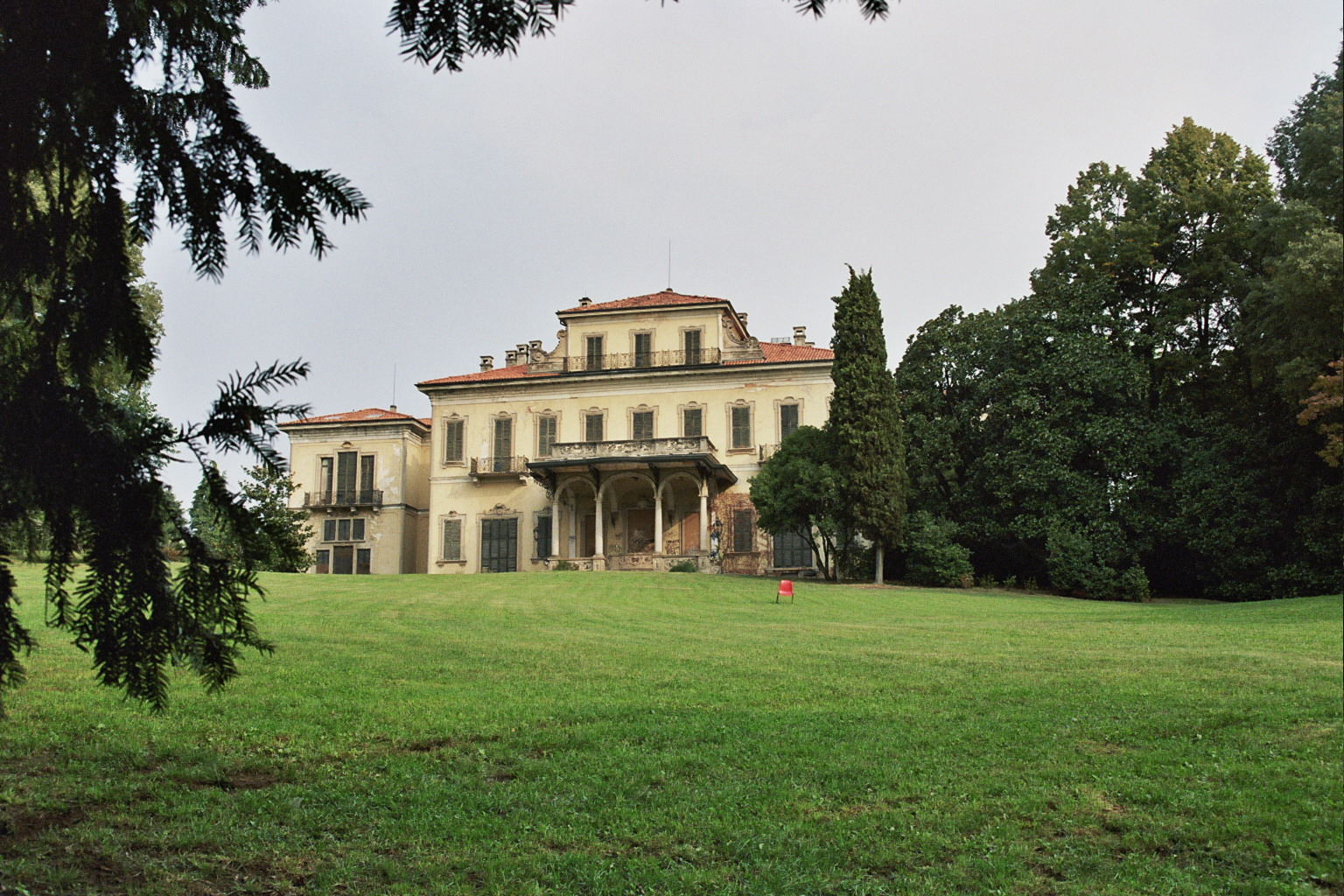
Dom w Arcore

Arcore – miejscowość i gmina we Włoszech, w regionie Lombardia, w prowincji Monza i Brianza.
Według danych na rok 2004 gminę zamieszkiwały 16 202 osoby, 1800,2 os./km².